# Jugrowie
Jugrowie, Jugra (od komijskiego Jögra) – dawna, staroruska nazwa plemion ugrofińskich zamieszkujących okolice północnego Uralu, które następnie, pod naporem Rosjan i Komiaków przesiedliły się na wschód, za Ural, na tereny zachodniej Syberii, na obszar nazwany Jugrą, tj. tereny obecnego Chanty-Mansyjskiego Okręgu Autonomicznego – Jugry.
Przyjmuje się, że ówcześni Jugrowie to dzisiejsze narody Chantów i Mansów, które nie były rozróżniane przez Rosjan; nie jest jednak pewne, czy w omawianym okresie (X–XIII wiek) istniał już wyraźny podział plemion jugryjskich na owe dwie nacje, czy też wykształcił się on w okresie późniejszym.
Nazwa Jugra, w formie zlatynizowanej – Ugra, stała się podstawą do utworzenia nazwy języków ugryjskich – grupy języków z rodziny uralskiej, w skład której weszły dwa języki narodów dawniej nazywanych Jugrami (chantyjski i mansyjski) oraz blisko z nimi spokrewniony język węgierski.
W 2003 r. w nawiązaniu do nazwy Jugra – tradycyjnego, staroruskiego określenia terenów zamieszkanych przez Jugrów, tj. dzisiejszych Chantów i Mansów, nazwa zamieszkanego przez nich okręgu autonomicznego została zmieniona na Chanty-Mansyjski Okręg Autonomiczny – Jugra.